# Aeroporto Internacional de Puebla
O Aeroporto Internacional de Puebla (código IATA: PBC, código OACI: MMPB) se encontra a 23 quilômetros da cidade de Puebla, muito perto da cidade de Huejotzingo. O terminal aéreo foi chamado "Hermanos Serdán". Em 2008, o aeropuerto transportou 551,000 de passajeiros. Embora serve os habitantes da cidade de Puebla principalmente, atualmente também trabalha como aeroporto revezado de Cidade do México, porque faz parte do Sistema Metropolitano de Aeroportos que inclui os aeroportos do capital do país, Toluca, Cuernavaca e Querétaro.
Possui em seu território o Aeroporto Internacional de Puebla.

## Linhas Aéreas e Destinos

### Voos nacionais
| Linhas Aéreas                  | Destinos                     |
| ------------------------------ | ---------------------------- |
| Aeroméxico/ Aeroméxico Connect | Monterrey                    |
| Volaris                        | Cancún, Guadalajara, Tijuana |

### Voos internacionais
| Linhas Aéreas                                       | Destinos                 |
| --------------------------------------------------- | ------------------------ |
| Copa Airlines                                       | Cidade do Panamá         |
| Continental Express operado por ExpressJet Airlines | Houston-Intercontinental |